# بسوت
بسوت قرية صغيرة في ناحية مركز القرداحة التابعة لمنطقة القرداحة في محافظة اللاذقية. بلغ عدد سكانها 216 نسمة عام 2004.